# کالیوپه

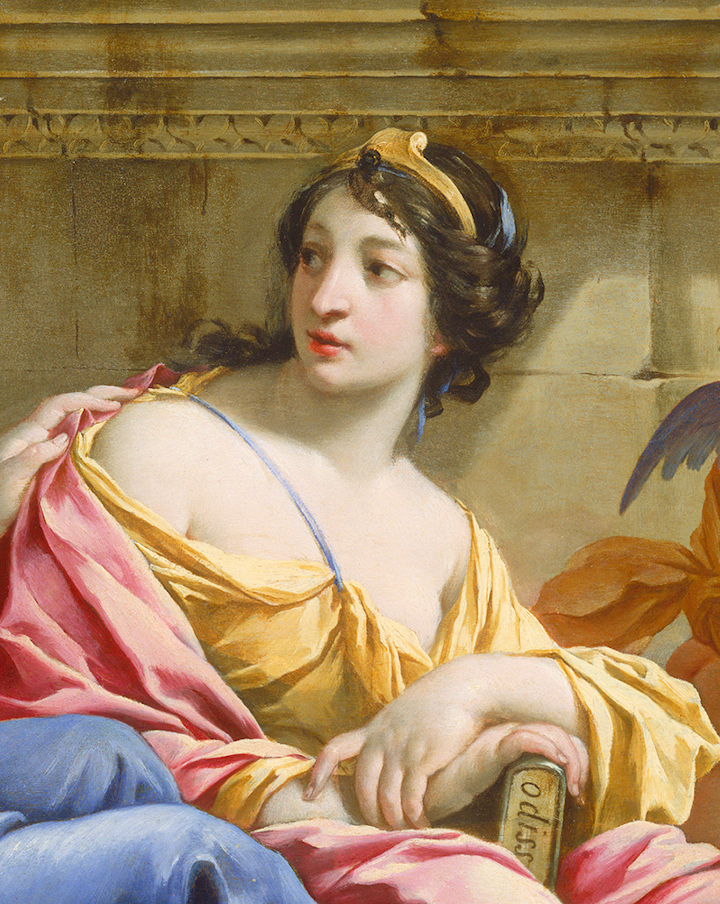
بخشی از نقاشی سیمون ووئت که در آن کالیوپه نسخه‌ای از حماسهٔ ادیسه را در دست دارد.

کالیوپه (به یونانی: Καλλιόπη ٬ به انگلیسی: Calliope) در اساطیر یونانی میوز اشعار حماسی است. کالیوپه فرزند زئوس و امنموسینی است و اعتقاد یونانیان بر این بود که او الهام بخش هومر خالق حماسهٔ ادیسه است.